# Aguriahana kaghanensis
Aguriahana kaghanensis är en insektsart som först beskrevs av M. Firoz Ahmed 1970.  Aguriahana kaghanensis ingår i släktet Aguriahana och familjen dvärgstritar.
Artens utbredningsområde är Pakistan. Inga underarter finns listade i Catalogue of Life.